# Callopistria miosticta
Callopistria miosticta är en fjärilsart som beskrevs av Louis Beethoven Prout 1927. Callopistria miosticta ingår i släktet Callopistria och familjen nattflyn. Inga underarter finns listade i Catalogue of Life.